# Elsa-Brändström-Straße (Berlin)
Die Elsa-Brändström-Straße ist eine Straße im Berliner Ortsteil Pankow des gleichnamigen Bezirks Pankow. Sie verläuft zwischen der Berliner Straße und der Prenzlauer Promenade, einem Teilstück der Bundesstraße 109.
Die Straße wurde 1910 als Lindenpromenade angelegt. Sie erhielt am 27. März 1936 den Namen Elsa Brändströms, einer Philanthropin, die im Ersten Weltkrieg als schwedische Rote-Kreuz-Schwester das Leben vieler deutscher Kriegsgefangener in Russland gerettet hatte. Einem Antrag auf Rückbenennung wurde 1952 nicht nachgekommen.
Bedeutendstes historisches Bauwerk ist die 1913 vollendete Hoffnungskirche der Evangelischen Gemeinde. Entlang der Straße stehen verschiedene  denkmalgeschützte Wohnanlagen, welche von 1926 bis 1932 unter anderem vom Architekten Erich Glas errichtet wurden, sowie das 1913 vollendete Pfarrhaus der Hoffnungskirchengemeinde.